# Friss (település)

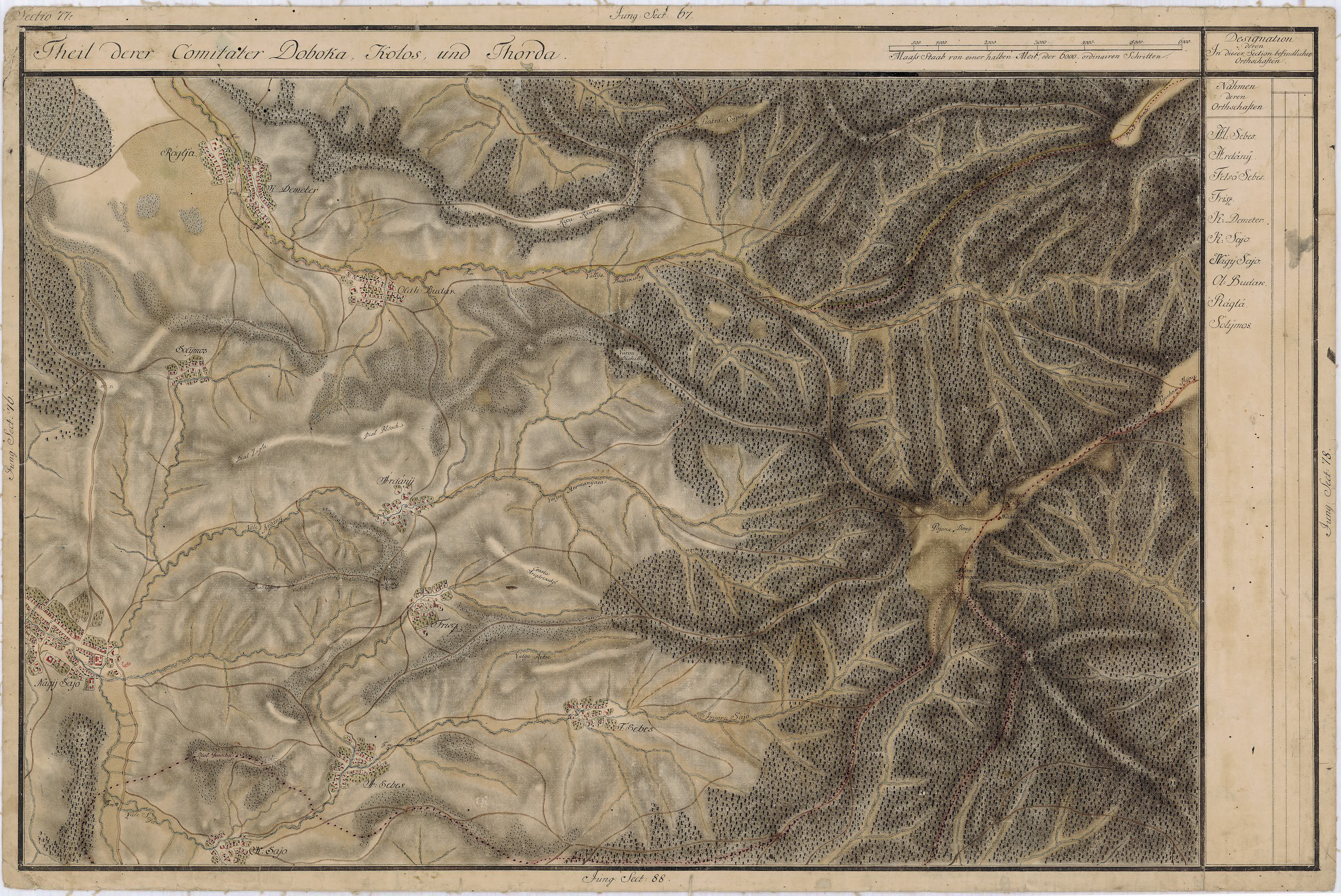
Friss egy régi térképen

Friss (románul: Lunca) település Romániában, Erdélyben. Beszterce-Naszód megyében.

## Fekvése
Felsőbudaktól délkeletre, Árdány és Nagysajó közt fekvő település.

## Története
Friss nevét már  1319-ben említette oklevél Groseph néven. 1440-ben Frys, 1642-ben Fris, 1733-ban Friss, 1750-ben Frizs. 1808-ban Friss, 1861-ben Fris, 1913-ban Friss néven írták.
1473-ban és 1502-ben Frys települést Szobi Mihály birtokaként említették.
A trianoni békeszerződés előtt Beszterce-Naszód vármegye Besenyői járásához tartozott. 1910-ben 471 lakosából 451 román 10 német, 6 magyar volt. Ebből 449 görögkatolikus, 16 izraelita, 6 görögkeleti ortodox volt.